# Komunikační šum
Komunikační šum je souhrn všech vlivů, které negativně ovlivňují sociální komunikaci. Přestože bývá často přehlížen, může mít velký dopad na vnímání sociálních interakcí. Dochází tím k různě významnému zkreslení informace. Možnost vyslání sdělení bez šumu je prakticky jen hypotetickým konstruktem.

## Druhy komunikačního šumu
Z hlediska psychologie dělíme šumy na vnitřní (které souvisejí s fyziopsychickými faktory – vady sluchu, nervozita) a vnější (typicky je to jakýkoliv hluk). V přeneseném slova smyslu se komunikační šum používá pro označení překážky, která v procesu komunikace vedla k nedorozumění.
Dle De Vita rozdělujeme komunikační šum následovně:
1. Fyzikální šum – pocházející ze zdrojů mimo mluvicího a posluchače, který interferuje s fyzickým přenosem signálu nebo sdělení. Např. zvuky projíždějících aut, šum počítače, zvuky lesa při hovoru apod.
2. Fyziologický šum – reprezentuje vlastní fyziologické bariéry mluvícího nebo posluchače. Např. vady sluchu, zraku, výslovnosti, ztráta paměti.
3. Psychologický šum – je typ mentálního rušení. Např. předjímání myšlenek druhého, předpojatost, předsudky, extrémní uzavřenost, expresivita, odmítání sdělení, kterému dotyčný nevěří.
4. Sémantický šum – rušení na úrovni významové, k němuž dochází následkem srovnání rozdílných jazykových, zkušenostních a dalších vnitřních systémů mluvícího a posluchače. Např. odlišnosti jazyka/dialektu, používání žargonu, složitých termínů, abstraktních pojmů, které nemusí komunikační partner pochopit. Typickým případem sémantického šumu je proto i používání tzv. vnitroskupinového jazyka mimo referenční skupinu.

Všechny informace, které poskytujeme nebo přijímáme, přitom procházejí určitým filtrem. Ten je založen na kombinaci znalostí, kulturních zákonitostí, postojů, emočních proměnných atp. V různých situacích na základě filtrování volíme různé tzv. řečové registry.
Pro lepší porozumění a odstranění šumu je vhodné řídit se základními pravidly pro efektivní komunikaci. K těm nejzákladnějším patří postup od známých informací k méně známým.